# Alberto Soifer
Alberto Soifer (Abraham Moisés Soifer; * 1. August 1907 in Coronel Suárez; † 1. September 1977 in Buenos Aires) war ein argentinischer Tango- und Filmkomponist, Filmproduzent, Hörfunkmoderator, Pianist und Bandleader.

## Leben
Soifers Vater José Soifer war ein aus der Nähe von Odessa stammender Gemischtwarenhändler, der 1902 nach Argentinien kam und in Coronel Suárez einen Laden eröffnete. Mehrere seiner Kinder spielten Instrumente. Abraham studierte in der Außenstelle des Santa Cecilia Klavier, obwohl er zu dieser Zeit lieber Fußballspieler geworden wäre, und trat als Stummfilmpianist auf. 1918 zog die Familie nach Buenos Aires. Dort vertrat er Anfang der 1920er Jahre bei einer Show im Casino Pigall Humberto Canaro. Zu dem Orchester, mit dem er auftrat, gehörten die Bandoneonisten Américo und Emilio Bianchi und der Geiger Rafael Tuegols, der ihn in der Folgezeit förderte. Er vertrat dann den erkrankten Luis Riccardi in Orchester Francisco Canaros, spielte im Orchester Juan Maglios und vielen anderen Formationen, bis er 1928 schließlich zu Carlos Marcucci kam.
Mit Marcucci nahm er bei RCA-Victor den Tango Mi dolor auf und trat im Paramount-Kino auf. Mit dem Aufkommen des Tonfilms um 1930 verlor er seine Arbeit und betätigte sich einige Zeit als Annoncenverkäufer beim Rundfunk und Betreiber einer Tankstelle. Mit dem erfolgreichen Foxtrott Suavemente (den er selbst kitschig fand) und der Milonga Negrito, die gleichfalls ein Hit wurde, kehrte er ins Musikgeschäft zurück.
Fernando Ochoa machte ihn mit Luis Bayón Herrera und Manuel Romero bekannt, die im Revuetheater Porteño arbeiteten. Für Romero schrieb er die Musik für den Film Noches de Buenos Aires (1935). Dies war der Anfang seiner Laufbahn als Filmkomponist. Bis Mitte der 1950er Jahre komponierte er die Musik zu mehr als 50 Filmen, an einigen war er zudem auch als Produzent beteiligt. Weiterhin komponierte er die Musik zu 32 Revuen an den Theatern Maipo und El Nacional.
1933 engagierte ihn Jaime Yankelevich als musikalischen Leiter, Pianist, Moderator, Mitglied des klassischen Quartetts und Leiter des Sinfonieorchesters des Senders Radio Belgrano. Mit Pedro Barbé begründete er 1942 die Showreihe Ronda de Ases, die im Teatro Casino produziert und bei Radio El Mundo gesendet wurde. Bei Radio  Belgrano gründete er im gleichen Jahr ein sinfonisches Tangoorchester, das Arrangements von Bernardo Stalman spielte.
Von 1941 bis 1945 leitete Soifer ein eigenes Orchester. Diesem gehörten u. a. die Bandoneonisten Julio Ahumada und Héctor Presas und als Leadviolinist Bernardo Stalman (der gelegentlich durch Luis Stalman vertreten wurde) an. Klavier spielte er zunächst selbst, später engagierte er den Pianisten José Basso. Sein Sänger wurde Roberto Quiroga. Mit dem Orchester nahm er beim Label Victor u. a. die Tangos Alondras, Solo y triste como ayer (von Alberto San Miguel und Homero Expósito) und Sin salvación (von José Basso, Héctor Presas und Francisco Manfredi) auf.
1941 unternahm Soifer eine auf einige Monate geplante Reise nach Europa. Daraus wurde ein dreiundzwanzig Jahre währender Aufenthalt als Filmkomponist und -produzent. In dieser Zeit reiste er weit mehr als dreißigmal zurück nach Argentinien. Nach seiner endgültigen Rückkehr nach Argentinien entstanden zehn Kompositionen nach Texten von Cátulo Castillo (Los inquilinos de la noche) und nach Texten von Horacio Ferrer die Tangos des Zyklus La ciudad de los reos.